# فرودگاه استراتمور (آپلتون فیلد)
فرودگاه استراتمور (آپلتون فیلد) (به انگلیسی: Strathmore (Appleton Field) Aerodrome) یک فرودگاه خصوصی است که یک باند فرود چمن دارد و طول باند آن ۷۹۲ متر است. این فرودگاه در کشور کانادا قرار دارد و در ارتفاع ۹۲۲ متری از سطح دریا واقع شده است.